# セルベール
セルベール （フランス語:Cerbère、カタルーニャ語:Cervera de la Marenda）は、フランス、オクシタニー地域圏ピレネーゾリアンタル県のコミューン。カタルーニャ語ではサルベーラ・ダ・ラ・マレンダ。

## 地理・気候
県南部に位置するセルベールは、スペインに至る前の国内最後のコミューンとなる。北のカナデル岬と南のセルベール岬に隠されるような入り江に、小さな漁港がある。
コミューンの地形は山がちで高低差が大きい。海岸線は約6マイルである。
地中海性気候で、冬は年4日ほど霜（または雪）が降りる程度で温暖である。夏は暑く乾燥する。北から吹き付けるトラモンターヌ風（fr）は夏期には気候をさわやかにする。

## 交通

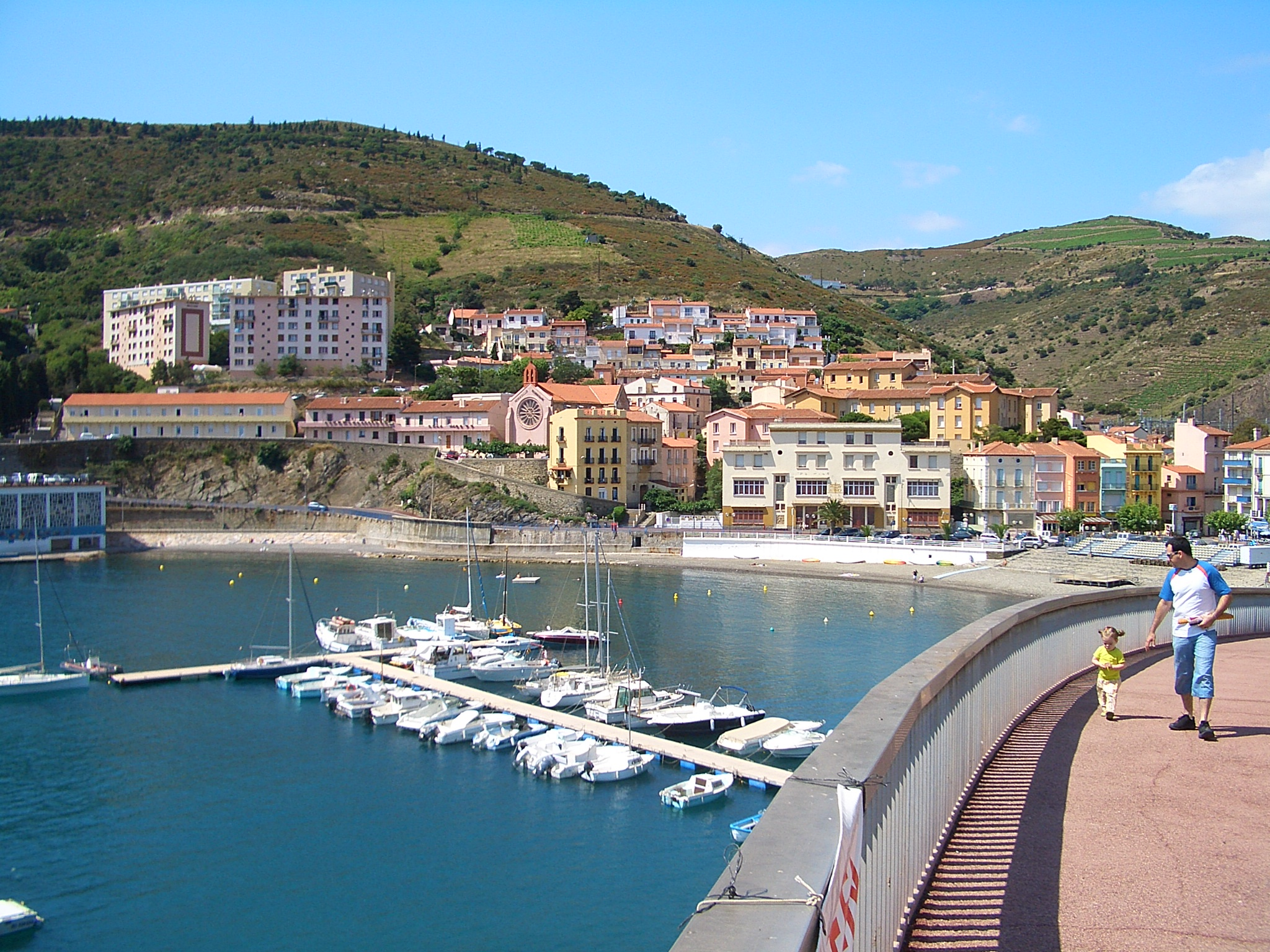
セルベールの港

コミューンは、県道914号線が南北に縦断している。この道路は北のバニュルス＝シュル＝メールとポール＝ヴァンドル、南のスペイン・カタルーニャ州ポルトボウに通じている。
セルベール駅は、タラスコン＝ポルトボウ間のターミナル駅である。
2010年代後半、フランス国鉄がパリを発着する寝台列車を次々と廃止した際にも、代替交通機関が乏しいとしてパリとセルベールを結ぶ列車は廃止を免れた。
ペルピニャン＝リヴサルト国際空港は約40km、ジローナ＝コスタ・ブラバ国際空港は約80km離れている。

## 歴史
数千年の間、セルベールの集落は森に覆われ、野生動物が生息し、特にシカ（cerf）についてはlocus cervariaと古代ギリシャの地理学者たちに記されていた。
古代ギリシャ人たちは実際に、50kmほど南にエンポリオン（アンプリアス）植民地を築いた（紀元前3世紀）。続いてこの地方を征服したローマ帝国は約600年間支配し、Cerfの谷はアンプリアスとポルトゥス・ウェネリス（ポール＝ヴァンドルの古名）とイリベリス（エルヌの古名）の間の貿易に利用された。他にメンヒルやドルメンも見つかっている。
9世紀のカロリング朝時代に集落が生まれた。981年のロタール王の法令に記された地名はVall de Cervera、1155年にはCerveraであった。聖ソヴールに捧げた礼拝堂が建てられた。メンヒル近くにあるこの建物はカタルーニャ語でサン・サルバドー教会（Sant Salvador de Cervera）と名づけられていた。Querroig塔はこの教会に付属して建てられていた。教会を中心として小さいながらも定住人口があった。
セルベールの谷は徐々に、近郊の町バニュルスからの漁民世帯の定住に依存するようになった。
1659年、ピレネー条約をルイ14世が批准し、ルシヨンはフランスに征服された。
1789年のフランス革命によって封建的な慣習が除かれるまで、セルベールの谷は人もまれな土地だった。バニュルスの住民たちがこの谷間で畑を拡大していた。
1820年、10世帯がセルベールに定住した。その一部は季節労働者としてだった。海路を利用する対スペイン密輸貿易はこの時期に盛んになった。1841年、税関が国境の町につくられることが決まった。1846年、フランス国家はスペインとの間の、セルベールの集落を迂回する鉄道路線を検討し始めた。この頃セルベールには800人が暮らしていた。大規模な鉄道工事現場が集中的に労働者を採用していたからである。長い間バニュルスの集落であったセルベールは、1888年に独立したコミューンとなった。
セルベールの繁栄は鉄道建設の時期を含む約半世紀であった。全ての経済活動が鉄道、そして対スペイン国境との人と物の行き来に関係していた。20世紀初頭、スペインから北上してきた列車はセルベールで積荷を降ろし、フランス側の列車に積み替えねばならなかった。フランスとスペインでは鉄道の軌間が異なっていたためである。オレンジの積み替えは注意を要する作業であったことから、大半は女性が雇われていた。重労働に対して賃金は安く、1906年に女性労働者たちは25%の賃上げ要求を拒否されたためストライキを行った。

## 公共サービス
資源再生センターは7km離れたバニュルス＝シュル＝メールにある。セルベールには幼稚園と小学校があるが、中学校がなく、ポール＝ヴァンドルの中学校に通う。

## 経済
セルベールは観光業が中心で、ホテルやコミューン経営のキャンプ場がある。

## 関連人物
- ジャン・ムーラン